# Standoff
Standoff è una serie televisiva trasmessa negli USA sul canale Fox dal 5 settembre 2006 al 20 luglio 2007. In Italia viene trasmessa dal canale Italia 1 a partire dall'8 agosto 2008. Creata da Craig Silverstein, la serie si focalizza sull'Unità di Crisi dell'FBI i cui membri negoziano le situazioni degli ostaggi. Lo show è stato prodotto dalla 20th Century Fox Television e prodotto da Craig Silverstein, Tim Story e Glen Mazzara. La serie è stata ufficialmente cancellata il 16 maggio 2007 a causa dei bassi ascolti.

## Trama
La serie segue le vicende dell'Unità di Negoziazione di Crisi (CNU) dell'FBI, una sezione incaricata di negoziare con i sequestratori nelle situazioni di pericolo, focalizzandosi sul lavoro di una coppia di agenti. Proprio all'inizio dell'episodio pilota, viene rivelato allo spettatore quello che sarà il fulcro della vicenda: nel tentativo di convincere un uomo a liberare due ostaggi, l'agente Matt Flannery, rivela a lui e ai suoi colleghi dell'FBI, che stanno ascoltando la conversazione, di avere una relazione clandestina con la sua collega Emily Lehman. Il loro supervisore, Cheryl Carrera, è preoccupata riguardo a questa relazione che potrebbe influire sul loro lavoro; tuttavia decide non sciogliere la squadra e di mettere alla prova i suoi sottoposti. Ogni episodio ruota intorno alla liberazione di uno e più ostaggi ed il caso si riflette inevitabilmente sulla vita privata dei due protagonisti.

## Episodi
| Stagione       | Episodi | Prima TV originale | Prima TV Italia |
| -------------- | ------- | ------------------ | --------------- |
| Prima stagione | 18      | 2006-2007          | 2008-2009       |

## Personaggi e interpreti
- Matt Flannery, interpretato da Ron Livingston, doppiato da Massimo De Ambrosis.
Negoziatore dell'FBI, partner di Emily Lehman sia nel lavoro che nella vita privata. Prima di entrare nell'Unità di Negoziazione di Crisi, Matt ha fatto parte della Squadra Omicidi di Simi Valley e successivamente ha lavorato in coppia con il suo attuale capo, Cheryl Carrera. Matt è incredibilmente bravo nel suo lavoro: sa creare un legame molto solido con i sequestratori ed è in grado di sostenere una conversazione telefonica per diverse ore (arriva a parlare ininterrottamente per più di dieci ore nell'episodio 1x08). È un uomo testardo e orgoglioso, per questo odia ammettere di avere torto; tuttavia, con il procedere della sua relazione con Emily, si ritroverà più volte ad “arrendersi”, dimostrando quanto tenga a lei. Sebbene sembri restio a far mostra dei propri sentimenti (la stessa Emily gli dirà, senza tanti giri di parole, che lui ha paura d'impegnarsi), ha un comportamento molto protettivo nei suoi confronti e sarà il primo a dichiarare esplicitamente di essere innamorato.
- Emily Lehman, interpretata da Rosemarie DeWitt, doppiata da Francesca Fiorentini.
Collega di Matt, anche lei negoziatrice. Laureatasi a Princeton, ha sempre fatto parte dell'FBI, presumibilmente svolgendo incarichi negli uffici del Boureau (è lei a definire i suoi ex-colleghi “ colletti bianchi dell'FBI” e ad ammettere che la sua esperienza di tiratrice si limita ad un paio di occasioni). Grande esperta in psicologia, non si limita al proprio lavoro come collega di Flannery: tiene regolari lezioni sul lavoro di negoziazione e ha scritto perfino un manuale sull'argomento. Emily ha spesso l'intuizione giusta durante le trattative, intuizioni che derivano dal lavoro di profiling dei sequestratori. Tra i due, è lei a mostrarsi più a suo agio con i sentimenti: forse si tratta di una deformazione professionale (Matt la chiama ironicamente “ strizzacervelli”), ma anche nella vita privata non può fare a meno di analizzare la situazione, sbattendo in faccia a Matt i problemi; per fortuna il suo atteggiamento risulta vincente nella maggior parte dei casi. Ha un carattere forte quanto sensibile e, nonostante abbia molta fiducia in sé stessa, in più di un'occasione è gelosa di Matt (in particolare del rapporto che questi ha con Cheryl, sua ex-collega). In un certo senso, si può dire che Emily sappia perfettamente cosa provi Matt, ma non per questo non voglia sentirselo dire. Ed è esattamente quello che capita nella puntata 1x12: Emily riceve un'offerta di lavoro per una prestigiosa task-force composta da cinque elementi, a Quantico, e rimanderà la decisione fino all'ultimo, quando Matt le dirà di amarla.
Il suo passato è tutt'altro che roseo: il liceo è stato per lei un periodo infernale, segnato da atti di bullismo, mentre la situazione familiare vede una sorella maggiore, Allison, in carcere per spaccio di droga, che odia Emily e l'accusa di aver avuto lei sola tutte le fortune. Quest'ultimo segreto le causerà non pochi problemi, quando un pedofilo in cerca di vendetta andrà proprio da Allison per ottenere informazioni su di lei.
- Cheryl Carrera, interpretata da Gina Torres, doppiata da Laura Boccanera.
Capo dell'Unità, quindi diretto supervisore di Matt ed Emily. Ex-partner di Matt, lo conosce molto bene ed è in grado di tenere sotto controllo i suoi colpi di testa con mano ferma ed infinita pazienza. Scoperta la relazione clandestina tra i suoi agenti, dopo uno shock iniziale si lascia guidare dal buon senso: non scioglie la sua migliore squadra a patto che i problemi personali non interferiscano con il lavoro. Inizialmente le viene fatto credere che la storia tra i due sia stata interrotta e la cosa non può farle che piacere; ma, anche quando Matt troverà il coraggio di dire la verità, continuerà ad avere fiducia nel loro lavoro. Cheryl non perde comunque occasione per mettere in chiaro la sua posizione riguardo al coinvolgimento emotivo all'interno di un'indagine. Il suo affetto verso Matt ed Emily è però innegabile. Ha un ottimo rapporto con tutta la squadra e le piace, al di fuori del lavoro, comportarsi come quando non era ancora un agente, alla pari con i colleghi.
- Frank Rogers, interpretato da Michael Cudlitz, doppiato da Simone Mori.
Capo dell'unità tattica che affianca Matt ed Emily durante i negoziati. Ottimo cecchino, dal colpo infallibile, ha scarsa fiducia nelle trattative (da lui definite uno " stordire di chiacchiere") e preferirebbe mettere rapidamente fine alle situazioni di crisi con una pallottola ben piazzata. Il suo rapporto con i due negoziatori è un continuo scambio di battute sarcastiche, specie da quando è venuto a conoscenza della loro relazione. Nonostante tutto sembra andare d'accordo con Matt; un po' meno, invece, con Emily, a causa delle idee sempre differenti su come affrontare i casi.
- Lia Mathers, interpretata da Raquel Alessi, doppiata da Monica Ward.
Giovane informatica con un eccezionale talento per i computer: non c'è niente che lei e il suo portatile Apple non possano fare. È in costante collegamento telefonico con la squadra, pronta a fornire informazioni di ogni genere e a guidare i colleghi nei meandri della burocrazia o nel passato di rapitori e ostaggi. Non perde una sola lezione di Emily, dimostrandosi la più sveglia ed acuta tra gli ascoltatori. Adora seguire lo sviluppo della storia tra Matt ed Emily; talvolta quest'ultima si rivolge a lei per qualche consiglio. Ha un ottimo rapporto con tutti i colleghi, anche se Matt, per qualche strano motivo, la chiama per cognome.
- Duff Gonzalez, interpretato Jose Pablo Cantillo, doppiato da Fabrizio Manfredi.